# エレファントカシマシ5
『エレファントカシマシ5』（エレファントカシマシファイブ）は、エレファントカシマシの5枚目のオリジナル・アルバム。1992年4月8日にEpic/Sony Recordsから発売。

## 概要
前作より1年7ヶ月ぶりのリリース。ディスクジャケット写真撮影はハービー山口。

## 収録曲
全作詞・作曲：宮本浩次
全編曲：エレファントカシマシ（特記以外）
ストリングス編曲：村山達哉
1. 過ぎゆく日々 (6:56)
2. シャララ (7:18)
3. 無事なる男 (3:53)
  - 6thシングルC/W曲。
4. 何も無き一夜 (4:32)
5. おれのともだち (5:52)
  - 編曲：エレファントカシマシ・細海魚
6. 夕立をまってた (4:26)
7. ひまつぶし人生 (6:09)
8. お前の夢を見た（ふられた男） (5:15)
9. 通りを越え行く (4:13)
10. 曙光 (7:15)
  - 6thシングル。